# フォー・ザ・ビューティ・オブ・ウィノナ
『フォー・ザ・ビューティ・オブ・ウィノナ』（For the Beauty of Wynona）は、カナダ出身の音楽プロデューサー、ダニエル・ラノワが1993年に発表した、ソロ名義では2作目のスタジオ・アルバム。

## 背景
U2のアルバム『アクトン・ベイビー』（1991年）やピーター・ガブリエルのアルバム『Us』（1992年）のプロデュースと並行して制作され、本作に参加したプレイヤーのうちダリル・ジョンソン、マルコム・バーン、ビル・ディロンは『Us』のレコーディングにも参加した。「スリーピング・イン・ザ・デヴィルズ・ベッド」は、本作に先駆けて1991年の映画『夢の涯てまでも』のサウンドトラック・アルバムに収録された。レコーディングでベースやパーカッション等を演奏したダリル・ジョンソンは、ラノワのボーカル・コーチも務めた。本作制作時のドキュメンタリー映像は、1993年にビデオ・ソフト『Rocky World』として発売された。
歌詞は主に英語だが、「コレクション・オブ・マリー・クレール」は英語とフランス語の両方で歌われている。「インディアン・レッド」はジョージ・ランドリーの曲のカヴァーで、The Wild Tchoupitoulas（ランドリーの所属グループ）のヴァージョンは1976年のアルバム『The Wild Tchoupitoulas』に収録されている。
ラノワ自身は『サウンド・オン・サウンド』誌のインタビューにおいて、本作の作風を「『アカディ』の曲は大体、一つの楽器、特に私のアコースティック・ギターで静かに始まっていたけど、『ウィノナ』ではどの曲も生々しく相互作用的なバンド演奏で始まっている。私はレコードで細部まで洗練させることに少々飽きてきた。むしろ、よりロック的な演奏を押し出すことに時間を割いたんだよ」と説明している。

## ジャケット
ジャケットには、ヤン・ソーデックの作品集『Life, Love, Death & Other Such Trifles』に掲載されていた写真の一つ「The Knife」が使用された。アメリカ盤のジャケットでは、「AMERICAN EDITION」という文字でモデルの乳首が隠された。
2012年、本作のジャケットがステレオガムにおいて「最もクールな職場閲覧注意のアルバム・カヴァー40」の一つに選ばれた。

## 反響・評価
母国カナダの『RPM』では、1993年4月10日付のアルバム・チャートで初登場48位となり、同年5月8日には26位を記録した。ジュノー賞では最優秀男性ボーカリスト賞にノミネートされ、更に「メッセンジャー」と本作には未収録のシングル曲「Mon Beau Petit Chou」によって最優秀プロデューサー賞にノミネートされた。
スイスのアルバム・チャートでは4週トップ40入りして、最高36位を記録した。スウェーデンでは1993年4月7日付のアルバム・チャートで47位となった。アメリカでは総合アルバム・チャートのBillboard 200入りを果たせなかったが、『ビルボード』のトップ・ヒートシーカーズでは26位に達した。
トム・デマロンはオールミュージックにおいて5点満点中4点を付け「何人かのスーパースターが登場した『アカディ』とは違い、より抑制的で繊細な響きを持つ」「即効性のあるアルバムではなく、むしろ聴き手にとってゆっくり成長していく作品」と評している。また、Stephanie Zacharekは『エンターテインメント・ウィークリー』のレビューでBを付け「ラノワは多層的なギターによるフォークやレイド・バックしたブルージーなロックに、インド、中近東、アフリカの風味を混ぜ合わせている」と評している。

## 収録曲
特記なき楽曲はダニエル・ラノワ作。5.はインストゥルメンタル。
1. メッセンジャー "The Messenger" – 5:27
2. ブラザーL.A. "Brother L.A." – 4:17
3. スティル・ラーニング・ハウ・トゥ・クロール "Still Learning How to Crawl" (Daniel Lanois, Daryl Johnson) – 5:19
4. ベアトリス "Beatrice" – 4:21
5. ウェイティング "Waiting" – 1:59
6. コレクション・オブ・マリー・クレール "The Collection of Marie Claire" – 4:17
7. デス・オブ・ア・トレイン "Death of a Train" – 5:47
8. アンブレイカブル・チェイン "The Unbreakable Chain" – 4:19
9. ロッタ・ラヴ・トゥ・ギヴ "Lotta Love to Give" – 3:38
10. インディアン・レッド "Indian Red" (George Landry) – 3:46
11. スリーピング・イン・ザ・デヴィルズ・ベッド "Sleeping in the Devil's Bed" – 3:03
12. フォー・ザ・ビューティ・オブ・ウィノナ "For the Beauty of Wynona" – 5:52
13. ロッキー・ワールド "Rocky World" – 2:55

## 参加ミュージシャン
- ダニエル・ラノワ - ギター、ボーカル、プロデュース
- ダリル・ジョンソン - ベース、パーカッション、ボーカル、ドラムス
- マルコム・バーン - キーボード、ギター
- ビル・ディロン - ギター、ギタルガン、マンドリン
- ロナルド・ジョーンズ - ドラムス
- ニコラス・ペイトン（英語版） - トランペット
- エマニュエル・デル・カザル - ベース(on #2)
- ショーン・デヴィット - ドラム・ループ(on #12)